# Профессионал (фильм, 2018)
«Профессиона́л» (англ. Siberia - «Сибирь») — американский криминальный триллер режиссёра Мэттью М. Росса, сценаристом которого выступил Скотт Смит, а главную роль исполнил Киану Ривз. В США фильм вышел в широкий прокат 13 июля 2018 года. Слоган фильма: «Один против русской мафии».

## Сюжет
Лукаса, американского торговца драгоценными камнями, русская мафия отправляет в Санкт-Петербург проверить и закупить пробную партию голубых алмазов у Петра, брата шахтёра из Мирного. Однако Пётр неожиданно уезжает до прилёта героя и пропадает. Лукас отправляется в Мирный, где узнаёт, что Пётр продал другой группировке поддельные голубые бриллианты. Лукас возвращается в Санкт Петербург, где ФСБ по заказу второй группировки заставляет Лукаса продать своему заказчику ту самую партию поддельных бриллиантов. После этого брат-шахтёр сообщает Лукасу, где искать Петра. Лукас снова летит в Мирный и находит Петра мёртвым в избе в лесу.

## В ролях
- Киану Ривз — Лукас Хилл
- Молли Рингуолд — Гэбби
- Ана Улару — Катя
- Алекс Паунович — Ефрем
- Вероника Феррес — Раиса
- Павел Лычников — Борис Волков
- Юджин Липински — Полозин
- Дмитрий Чеповецкий — Иван
- Джеймс Александр — Винсент
- Рафаэль Петарди — Павел